# Polycarbonaturethane
Polycarbonaturethane (PCU) sind eine Klasse von biokompatiblen Polyurethanen, die sich für den Einsatz in orthopädischen Implantaten, wie z. B. künstlichen Hüften, eignen.

## Gewinnung und Darstellung
Polycarbonaturethane können aus Poly(1,6-hexandiol)carbonatdiolen (PCDL) oder anderen Polycarbonatdiolen und Polyisocyanaten in Gegenwart von Katalysatoren gewonnen werden.

## Eigenschaften und Verwendung
Unter den synthetischen Polyurethanen haben Studien aus dem Jahr gezeigt, dass Urethane auf Polycarbonatbasis eine bessere Biokompatibilität und Biostabilität aufweisen als andere Arten von Polyurethanen für medizinische Anwendungen, was mit der höheren Stabilität der weichen Segmente (Polycarbonat) innerhalb des Körpers zusammenhängt. Aufgrund seines relativ niedrigen Elastizitätsmoduls (10–100 MPa) kann es die Konformität und die Lastverteilung verbessern, indem es eine lokale Materialverformung ermöglicht.